# Tehom

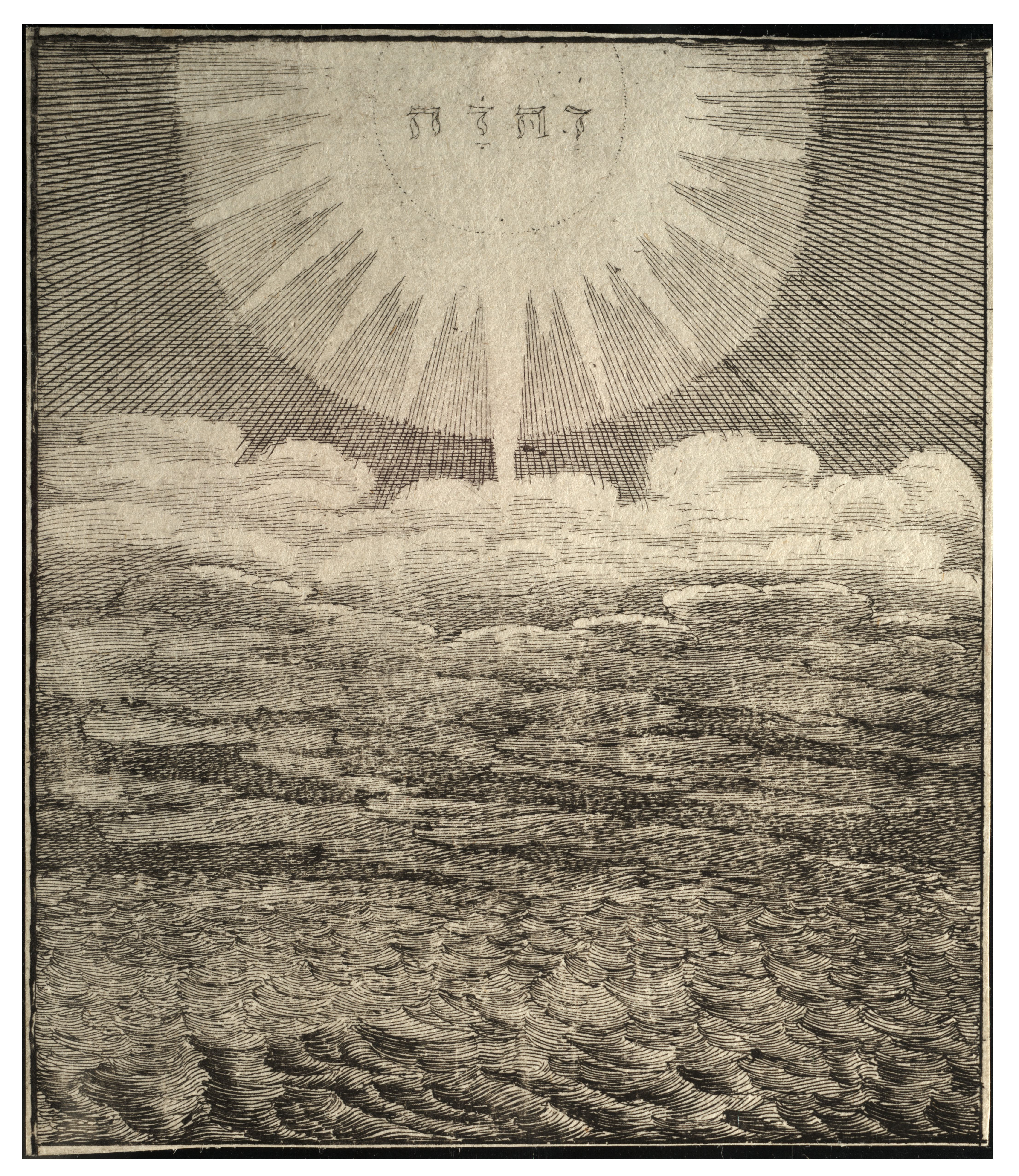
Linh hồn của Người (dòng chữ "Tetragrammaton" trong tiếng Hebrew) soi rọi nơi vực thẳm, tranh minh hoạ bởi Wenceslas Hollar

Tehom (tiếng Hebrew: תְּהוֹם təhôm) là một từ trong ngôn ngữ Semit Tây Bắc và Hebrew Kinh Thánh mang nghĩa "vực thẳm". Từ này thường được dùng để chỉ vùng đại dương sơ khai của Trái Đất thời kì sau Sáng Thế. Từ này là một đồng nguyên, chung ý nghĩa với từ tiāmtum và tâmtum trong tiếng Akkad cũng như từ t-h-m trong tiếng Ugaritic. Theo một từ điển thần học xuất bản năm 1974, từ tehom bắt nguồn từ một nhánh của ngôn ngữ Semit mang nghĩa "biển" trong các thần thoại cổ xưa.

## Sách Sáng Thế
Từ "tehom" được ghi chép trong chương đầu của Sách Sáng Thế, trong bản dịch của vua James nước Anh, từ này được dịch sang từ "deep", mang nghĩa "vực thẳm":  
And the earth was without form, and void; and darkness was upon the face of the deep. And the Spirit of God moved upon the face of the waters.

Lúc khởi đầu, Thiên Chúa sáng tạo trời đất. Đất còn trống rỗng, chưa có hình dạng, bóng tối bao trùm vực thẳm, và thần khí Chúa bay lượn trên mặt nước. (St 1,1-2).

Từ này cũng lần nữa xuất hiện trong chương 7:11 của Sách Sáng Thế, phân đoạn kể về cơn Đại hồng thuỷ mà Noah gặp phải:
In the six hundredth year of Noah's life, in the second month, the seventeenth day of the month, the same day were all the fountains of the great deep broken up, and the windows of heaven were opened.

Năm sáu trăm đời ông Nô-ê, tháng hai, ngày mười bảy tháng ấy, vào ngày đó, tất cả các mạch nước của vực thẳm vĩ đại bật tung, các cống trời mở toang. (St 7,7-11)

## Trong Ngộ giáo
Theo quan điểm của những học thuyết Ngộ giáo, trích dẫn từ Sáng Thế Ký (1:2) đã cho thấy sự tồn tại của một Đấng tạo hóa, gọi là "Pléroma" (Toàn Năng) hoặc "Bythós" (Uyên Sâu), tồn tại trước cả Đức Chúa Trời của người Do Thái. Đấng Tạo Hoá đã sáng tạo nên vũ trụ, Trái Đất, từ một sự xuất phát khởi nguyên của vạn vật đem đến thánh tính và linh thể, mà trong quá trình này, vạn vật sẽ ngày càng biến hóa đa đoan và dần khác xa, tách biệt so với nguyên thể ban đầu.
Theo Mandaean, một ngộ giáo khác tại Trung Đông, Tehom trong Sách Sáng Thế tương đương với biển Suf trong học thuyết của họ, cùng chỉ về vùng biển khởi nguyên thẳm sâu của Thế giới Tăm tối.

## Kabbalah
Trong Kabbalah của người Do Thái, từ "Tehom" được nhắc đến là một trong bảy cõi của Địa Ngục hay là một trong 10 qlippoth trong tín ngưỡng Do Thái, thường cùng xuất hiện với Sheol, tên gọi cõi âm trong quan niệm của họ.

## Sanchuniathon
Robert R. Stieglitz, một giáo sư khảo cổ học của Đại học Rutgers, đã phát biểu trong nghiên cứu của mình rằng , những văn bản cổ được phát hiện tại Ebla đã cho thấy mối liên hệ tương quan giữa giai thoại về nữ thần Berouth trong tác phẩm huyền học của nhà sử học Sanchuniathon với từ thmt trong tiếng Ugaritic và từ Tiâmat trong tiếng Akkad, khi tihamatum mang nghĩa là "biển cả", và từ buʾrâtum tương đương với từ cổ trong tiếng Canaan, beʾerôt ("cội nguồn").

### Sách
- Waschke, Ernst-Joachim (1974). "tehôm". Trong Botterweck, G. Johannes; Ringgren, Helmer; Fabry, Heinz-Josef (biên tập). Theological Dictionary of the Old Testament. Eerdmans. ISBN 978-0-8028-2339-7.